# Окняное
Окняное (укр. Вікня́не) — село в Песчанобродской сельской общине Новоукраинского района Кировоградской области Украины.
До 2020 года входило в Добровеличковский район
Население по переписи 2001 года составляло 70 человек. Почтовый индекс — 27040. Телефонный код — 5253. Занимает площадь 0,634 км². Код КОАТУУ — 3521783002.